# 趣味の園芸 やさいの時間
『趣味の園芸 やさいの時間』（しゅみのえんげい やさいのじかん）は、2008年4月4日からNHK教育→NHK Eテレで放送されている趣味番組である。
2025年4月からは『趣味の園芸』の冠が外れ『やさいの時間』（やさいのじかん）として放送される。

## 概要
Eテレの長寿番組『趣味の園芸』の関連番組である。家庭菜園の基本やポイントを実演しながら解説する。
2025年現在は、杉浦太陽と大家志津香が「ベジ・ガーデン」（畑）で、渡辺裕太と森日菜美がプランターで、トラウデン直美と牧田習が有機栽培で、野菜を育てる楽しさをお届けする形式となっている。
毎週、その時期に最適な野菜を植えつけて、必要な手入れや「このひと手間で収穫が増えるポイント」を、講師の藤田智、深町貴子、佐倉朗夫が丁寧に解説する。

## 主なコーナー
広さ3.3mX10mの実際の畑を使用し、1年間約50種類の季節の野菜を栽培する。畑の耕し方など初歩から解説する。

### ミニコーナー
- 「菜園あるあるアンケート」：ベジガーデン週のみ。当初は視聴者から寄せられた野菜栽培における悩みに藤田がアドバイスする形であったが、2022年度は番組そのものの内容主体として組み込んでいる。
- 「ベジレポ」：ベジガーデン週のみ。現役の農学部の学生が野菜栽培にまつわる実験を行う。
- 「やさい川柳」：ベジガーデン週のエンドカード時のコーナー。視聴者から寄せられた野菜にまつわる一句を紹介する。

### 過去のミニコーナー
- 「ベジコン」：ベジタブルコンテナ(プランター)を使った栽培のポイントを解説する。
- 「私のやさいの時間」：視聴者の野菜作りなどを写真を交えて紹介する。
- 「達人のアイテム」：農園園主などによるプロのテクニックを紹介する。
- 「ベジタブルスマイル」：有村実樹のリポートによる初心者の方でもわかりやすく、そしてオシャレに楽しめる情報を紹介する。
- 「川瀬良子の手軽で簡単! プランター栽培に挑戦!」「酒井千佳の一緒にやろう! プランター栽培」「結城りおなのプランター栽培に挑戦」：プランターを使った栽培のポイントを解説する。
- 「私のベジタブルショット」：エンドカード時のコーナー。視聴者から寄せられた野菜栽培の一幕の写真を紹介する。

## 放送時間の推移
- （総合）は総合における放送、他はEテレにおける放送である[1]。
- 総合における放送は祝日、国会中継時、高校野球などのスポーツ中継時は休止。

| 放 送 期 間               | 放 送 時 間          | 放 送 時 間                                                                            |
| 放 送 期 間               | 本 放 送             | 再 放 送                                                                               |
| ------------------------- | -------------------- | -------------------------------------------------------------------------------------- |
| 2008年度                  | 金曜日 21:30 - 21:50 | 日曜日 7:10 - 7:30 金曜日 11:25 - 11:45                                                |
| 2009年度                  | 日曜日 8:00 - 8:25   | 金曜日 21:25 - 21:50                                                                   |
| 2010年度                  | 日曜日 8:00 - 8:25   | 金曜日 21:30 - 21:55                                                                   |
| 2011年度                  | 日曜日 8:00 - 8:25   | 金曜日 5:10 - 5:35                                                                     |
| 2012年度 - 2014年度       | 日曜日 8:00 - 8:25   | 木曜日 11:30 - 11:55                                                                   |
| 2015年度 - 2020年度上半期 | 日曜日 8:00 - 8:25   | 月曜日 10:15 - 10:40（総合） 木曜日 12:00 - 12:25                                      |
| 2020年度下半期 - 2021年度 | 日曜日 8:00 - 8:25   | 木曜日 12:00 - 12:25 木曜日 15:10 - 15:35（総合） 【2020年10月 - 12月は15:08 - 15:33】 |
| 2022年度                  | 日曜日 8:00 - 8:25   | 月曜日 16:05 - 16:30（総合） 火曜日 13:05 - 13:30                                      |
| 2023年度                  | 日曜日 8:00 - 8:25   | 月曜日 11:05 - 11:30（総合） 火曜日 13:05 - 13:30                                      |
| 2024年度以降              | 日曜日 8:00 - 8:25   | 火曜日 11:05 - 11:30（総合） 土曜日 6:00 - 6:25                                        |

## 出演者
2010年度から従来の菜園チームに加えて、プランター栽培チームが新設された（2010年度は第3週、2011年度は第4週に月1回）。
2012年度は菜園ビギナーチーム（第1・2週）、プランター栽培チーム（第3週）と菜園経験者チーム（第4週）の3チーム体制となった。
2013年度 - 2016年度は菜園ビギナーチーム（第1・2週）、プランター栽培チーム（第3週）とポタジェチーム（第4週）の3チーム体制となった。
2017年度から全般的にリニューアルされ、旧来の菜園チームのロケ形式を引き継いだ「太陽のベジ・ガーデン」（第1・3週）、プランター栽培チームを引き継いだドラマ形式の「満里奈の毎日プランター」（第2・4週）となった。
出演者の変更により、前者は「あかね・太陽のベジガーデン」（2020年度）、「亜美・太陽のベジ・ガーデン」（2021年度）、「亜美&太陽のベジ・ガーデン」（2022年度）、「しづか&太陽のベジ・ガーデン」（2023・2024年度）、司会者冠なしの「ベジ・ガーデン」（2025年以降）、後者は「もえのプランター菜園」（2019年度 - 2021年度）に名称変更されている。
2022年度は「ベジ・ガーデン」を前年と同じ体制（第1・3週）で継続する一方、プランター週については深町以外の出演者を一新し「さすてな菜園プランター」にリニューアルし、第2週の月1回の放送とする。
加えて新企画として「旬ベジ 二十四節気」が第4週に放送される（年6回のため、放送のない月は過去回のアンコールに充てており、2023年度は「15周年記念 選プレミアム」として送る）。
また「さすてな菜園プランター」「旬ベジ 二十四節気」においては、映像上の番組タイトルの表記が省略されるようになった（シリーズ名が番組タイトルを兼ねる形となる）。
2023年度は概ね第1・3週に「ベジ・ガーデン」、第2週に「15周年記念 選プレミアム」、第4週に「さすてな菜園プランター」を放送し、不定期に「旬ベジ 二十四節気」を挟んでいる。「旬ベジ 二十四節気」については、レギュラー陣が直接ロケに出かける形式にリニューアルされる。
2024年度は「ベジ・ガーデン」（主に第1・3週）、「里山菜園 有機のチカラ」（主に第2週、年8回）、「さすてな菜園プランター」（主に第4週）の3チーム体制となり、合間に「選プレミアム」を継続して放送している。2025年度はプランター週を「プランター菜園」にリニューアルする。
なお、各チームの出演者変遷については後述。

### 現在の主演者

#### ベジ・ガーデン
- メインレギュラー
  - 杉浦太陽（2017年4月2日 - ） ※2020年10月4日は新型コロナウイルス感染に伴い休演。
  - 大家志津香（2023年4月2日 - ）
- 講師
  - 藤田智（恵泉女学園大学副学長）（2008年4月4日 - ）

番組当初から出演。2011年度まで菜園チーム、2012年度 - 2016年度は菜園ビギナーチームを担当。2013年4月 - 2014年8月はポタジェチームも担当した。2017年度のリニューアル以降は一貫してベジ・ガーデン週を担当。
- ナレーション
  - 宮島史年

2016年度までは全週担当していたが、2017年度からはベジ・ガーデン週のみ担当。

#### プランター菜園
- メインレギュラー
  - 渡辺裕太（2025年4月6日 - ）

プランター週の初代メインレギュラーであった榊原の実子。2025年4月6日放送分でお披露目も兼ねて森とともに「ベジ・ガーデン」の面々と共演した。
  - 森日菜美（2023年7月9日 - ）

2022年10月23日の「旬ベジ 二十四節気」の単発でのロケリポート出演を経て、2023年度に平野宏周との交互制で同コーナーのメインレギュラーに起用された。2024年度から川島夕空の後任として当コーナーに異動。
- 講師
  - 深町貴子[2]（園芸家、東京農業大学短期大学部非常勤講師）（2011年4月17日 - ）

2011年度から出演。同年は月1回（原則として第3週）のみ藤田に代わって菜園チームを担当し、2012年度から木村正典の後任としてプランター栽培チームを担当。2017年度のリニューアル以降も引き続きプランター週を担当。
- ナレーション
  - 森千晃（2025年4月13日 - ）

2025年度よりプランター週を担当。

#### 里山菜園 有機のチカラ
- メインレギュラー
  - トラウデン直美（2024年4月14日 - ）

2024年度はレギュラーゲストの立ち位置であったが、2025年度は進行も引き継ぐ予定。
  - 牧田習（2025年3月30日 - ）

「昆虫ハンター」の肩書で起用。宮崎アナからのレギュラーの引継ぎとして2025年3月30日放送分のエンディングにて初登場。
- 講師
  - 佐倉朗夫（有機栽培研究家、明治大学黒川農場特任教授）（2017年7月9日 - 9月10日、12月10日・24日、2018年4月1日、2024年4月14日 - ）

2017年度に「満里奈の毎日プランター」週のフロートコーナー「有機栽培の畑に行ってみた」を担当。2024年度に当企画の講師として6年ぶりに出演。
- ナレーション
  - 関智一（2023年8月6日 - ）

2023年度は「旬ベジ 二十四節気」のナレーションを担当していたが、本来の初回担当予定であった2023年7月9日は、宮島史年と岡田雄樹（関の事務所の後輩）が代演した。

### 過去の出演者
2016年度まで、EPG上で「司会」と扱われていたのは、亀井・川瀬・酒井の3名のみ。それ以外の本編レギュラー出演者は「ゲスト」と括られていたが、2012年度までのプランター栽培チームの榊原のように「ゲスト」名義ながら事実上司会者を務めていた例もあった。杉浦・満里奈をメインとしてフルリニューアルされた2017年度から「司会」と「ゲスト」の括りが無くなった。

#### 司会、メインレギュラー
- 亀井薫（元青森放送、テレビ埼玉契約アナウンサー）（2008年4月4日 - 2010年3月28日）
  - 初代司会者。西城加入以前の2008年度は、藤田と2人のみで進行していた。
- 川瀬良子（2010年4月4日 - 2020年3月29日、2023年11月26日）
  - 亀井の後任司会者として、2010年度・2011年度は菜園チーム、2012年度は菜園ビギナーチーム・菜園経験者チーム、2013年度 - 2015年度はプランター栽培チーム・ポタジェチーム、2016年度は菜園ビギナーチームを担当。2017年度 - 2019年度は一レギュラー扱いとして「太陽のベジ・ガーデン」に出演していた。2023年11月26日放送の「さすてな菜園プランター」公開収録にて久々に司会として出演。
- 榊原郁恵（2010年4月4日 - 2013年3月17日）
  - 2010年度 - 2012年度のプランター栽培チームを担当。公式にはレギュラーゲスト扱いであったが、司会も事実上兼務していた。
- 酒井千佳（2013年4月7日 - 2017年3月26日）
  - 実質的に榊原の後任司会者として、2013年度 - 2015年度は菜園ビギナーチーム、2016年度はプランター栽培チーム・ポタジェチームを担当した。
- 渡辺満里奈（2016年4月3日 - 2019年3月24日）
  - 2016年度は菜園ビギナーチームのレギュラーゲストとして出演。2017年度・2018年度は「満里奈の毎日プランター」のメインレギュラーを務めた。
- 山口もえ（2019年4月14日 - 2022年3月27日）
  - 渡辺の後任として2019年度 - 2021年度に「もえのプランター菜園」のメインレギュラーを務めた。なお、2020年9月13日放送分では新型コロナウイルス感染に伴い休演し、事実上の代役として駒村多恵が出演した。
- 大沢あかね（2020年4月5日 - 2021年3月21日）
  - 川瀬の後任として2020年度に「ベジ・ガーデン」のメインレギュラーを務めた。
- 菊地亜美（2021年4月4日 - 2023年3月19日）
  - 大沢の後任として2021年度 - 2022年度に「ベジ・ガーデン」のメインレギュラーを務めた。
- カミナリ（竹内まなぶ、石田たくみ）（2022年4月10日 - 2025年3月23日）
  - 2022年度 - 2024年度に「さすてな菜園プランター」のメインレギュラーを務めた。
- 川島夕空（2022年4月10日 - 2024年3月10日）
  - 2022年度 - 2023年度にカミナリとともに「さすてな菜園プランター」のメインレギュラーを務めた。
- 深川仁志（NHKアナウンサー、2022年4月24日 - 10月23日）
- 星麻琴（NHKアナウンサー、2022年6月26日 - 7月24日）
  - いずれも2022年度の「旬ベジ 二十四節気」の司会進行（ナレーションも兼務）として、2回ごとに交代で担当。
- 平野宏周（2023年8月6日 - 2024年2月18日）
  - 森日菜美と交互に2023年度の「旬ベジ 二十四節気」のメインレギュラーを務めた。
- 宮﨑慶太（NHKアナウンサー、2024年4月14日 - 2025年3月30日）
  - 2024年度の「里山菜園 有機のチカラ」の司会を担当。仙台局への異動に伴い卒業。

#### レギュラーゲスト
- 西城秀樹（2009年4月5日 - 2012年1月22日）
  - 2011年度まで菜園チームのレギュラーゲストとして出演していたが、脳梗塞の再発により途中降板。以降2012年8月5日に特別ゲストで出演。しかし、2018年5月16日に急性心不全のため、満63歳で逝去。2018年12月30日の放送は西城の追悼特集に充てた。
- 北澤豪（2012年4月8日 - 2017年2月5日）
  - 2012年度は菜園ビギナーチーム、2013年度はポタジェチーム、2014年度はプランター栽培チームのレギュラーゲストとして出演。レギュラーゲスト卒業後の2015年度・2016年度も、偶数月第2週目のミニコーナー「旬の野菜カレー」を担当していた。
- ダイアモンド✡ユカイ（2012年4月29日 - 6月24日、2012年10月28日 - 2013年3月24日、2013年10月20日 - 2014年3月16日）
  - 2012年度（7月 - 9月を除く）は菜園経験者チーム、2013年度下半期はプランター栽培チームのレギュラーゲストとして出演。藤澤が菜園経験者チームに出演していた間は菜園ビギナーチームの回に不定期出演。
- 藤澤恵麻（2012年7月22日 - 9月23日）
  - 3か月の期間限定で菜園経験者チームのレギュラーゲストとして出演。
- 高田延彦（2013年4月7日 - 2016年3月20日）
  - 2013年度は菜園ビギナーチーム、2014年度はポタジェチーム、2015年度はプランター栽培チームのレギュラーゲストとして出演。
- 加藤貴子（2013年4月21日 - 9月15日）
  - プランター栽培チームのレギュラーゲストとして出演。
- 伊藤裕子（2014年4月6日 - 2017年3月19日）
  - 2014年度は菜園ビギナーチーム、2015年度はポタジェチーム、2016年度はプランター栽培チームのレギュラーゲストとして出演。
- ユージ（2015年4月5日 - 2017年3月26日）
  - 2015年度は菜園ビギナーチーム、2016年度はポタジェチームのレギュラーゲストとして出演。
- 長沢裕（2016年4月10日 - 2020年3月29日[3][4]）
  - 2016年度は毎月第2週目のミニコーナー「長沢裕のプランター栽培に挑戦」を担当。2017年度から本編レギュラーに昇格し「太陽のベジ・ガーデン」に2019年度まで出演していた。

※榊原と渡辺については「司会、メインレギュラー」を参照。

#### コーナー担当、リポーター
- 相方不在（2009年4月5日 - 7月25日）
  - 「ベジコン」を担当。コンビの活動休止により年度末を待たずに卒業。
- 山口繭（2012年5月20日 - 2013年3月）
  - 2012年5月20日放送のVTRコーナー「菜園のツボ」に出演した。2012年7月以降は4週目（4週目がアンコール放送の場合は5週目）のVTRコーナー担当としてレギュラーに昇格した。レギュラー昇格のお披露目として2012年7月1日のオープニングにて菜園ビギナーチームの面々と共演を果たした。本職は声優であり、リポーター卒業後は「私のやさいの時間」のコーナーナレーションを2016年度まで務めた。
- 有村実樹（2012年6月17日 - 2017年3月19日）
  - 2012年6月17日放送のVTRコーナー「菜園のツボ」に出演した。2012年7月以降は3週目のVTRコーナー担当としてレギュラーに昇格した。レギュラー昇格のお披露目として2012年7月1日のオープニングにて菜園ビギナーチームの面々と共演を果たした。
- 田代さやか（2013年4月14日 - 2017年3月26日）
  - 2013年4月14日より毎月第2週目のミニコーナー「達人のアイテム」、2014年4月27日より毎月第4週目の「達人に学ぶ 今月の管理作業」を担当した。
- 宮澤佐江（SNH48、SKE48）（2014年10月5日 - 12月7日、2015年10月4日 - 12月6日）
  - 10月 - 12月の1週目のミニコーナー 「坂出富美子 ハーブのある暮らし」を担当した。
- 結城りおな（2015年4月5日 - 12月6日）
  - 毎月第1・2週目のミニコーナー「結城りおなのプランター栽培に挑戦」を担当した。
- 森高愛（2016年4月3日 - 2017年3月5日）
  - 毎月第1週目のミニコーナー「森高愛のプランター栽培に挑戦」を担当した。その後、2017年5月28日・10月8日に渡辺の姪という設定で「満里奈の毎日プランター」にゲスト出演。

※北澤と長沢については「レギュラーゲスト」を参照。

#### 講師
- 木村正典（東京農業大学バイオセラピー学科准教授）（2010年4月4日 - 2012年3月18日[注 3]、2022年4月24日 - 2024年2月18日）
  - 2010年度と2011年度にプランター栽培チームの講師を担当。2022年度に10年ぶりに復帰し「旬ベジ 二十四節気」の講師を2年間務めた。
- 加藤正明（野菜ソムリエ、農業体験農園百匁の里園主）（2012年4月29日 - 2017年3月26日）
  - 2011年度以前もゲスト講師として不定期出演していた。2012年度は菜園経験者チーム、2013年度は「達人のアイテム」、2014年度 - 2016年度は「達人に学ぶ 今月の管理作業」を担当した。2017年度のリニューアル以降はレギュラーとして直接出演することは無くなったが、2025年度時点でもベジ・ガーデン週において「栽培協力」としてクレジットされており、時折ゲスト講師として出演することもある。
- 坂出富美子（ハーブ研究家）（2014年10月5日 - 12月7日、2015年10月4日 - 12月6日）
  - 「坂出富美子 ハーブのある暮らし」を担当した。
- 外山たら（園芸家）（2014年9月29日 - 2017年3月26日）
  - ポタジェチームを担当。
- 小宮山雄飛（ホフディラン）（2015年4月12日 - 2017年2月5日）
  - 「旬の野菜カレー」を担当した。
- 麻生怜奈（和ごはん研究家）（2022年4月24日 - 10月23日）
- カノウユミコ（野菜料理研究家）（2022年6月26日 - 7月24日）
  - いずれも2022年度の「旬ベジ 二十四節気」の料理担当として、2回ごとに交代で出演。

#### ナレーション
- 山口由里子：「満里奈の毎日プランター」「もえのプランター菜園」「さすてな菜園プランター」（2017年4月9日 - 2025年3月23日）
  - 2017 - 2024年度のよりプランター週を担当。2021年度までは「ブルーベリー」の声という設定であった。
  - 新型コロナウイルス緊急事態宣言の影響で、2020年4月12日は藤井彩子アナウンサー、4月26日は池田伸子アナウンサーが代演した。

以下はコーナー担当
- 松本ともこ：「坂出富美子 ハーブのある暮らし」（2015年10月4日 - 12月6日）
- 山口繭：「私のやさいの時間」（2013年4月7日 - 2017年3月26日）
- 木村英里：「旬の野菜カレー」（2015年4月12日 - 2017年2月5日）
- 柴田秀勝：「農家1年生の畑日記」（2018年4月29日 - 7月22日）

## チーム変遷
担当週については、前後のアンコール放送の日程によって多少の前後がある。

### 2008年度
- 出演者：亀井薫（司会）、藤田智（講師）

### 2009年度
- 出演者：亀井薫（司会）、西城秀樹、藤田智（講師）
- リポーター：相方不在（7月まで）
- ナレーション：宮島史年

### 2010年度
- 菜園チーム（第3週以外）：川瀬良子（司会）、西城秀樹、藤田智（講師）
- プランター栽培チーム（第3週）：榊原郁恵、木村正典（講師）
- ナレーション：宮島史年

### 2011年度
- 菜園チーム（第4週以外）：川瀬良子（司会）、西城秀樹（1月まで）、藤田智（講師、第1・2週担当）、深町貴子（講師、第3週担当）
- プランター栽培チーム（第4週）：榊原郁恵、木村正典（講師）
- ナレーション：宮島史年

### 2012年度
- 菜園ビギナーチーム（第1・2週）：川瀬良子（司会）、北澤豪、藤田智（講師）
- プランター栽培チーム（第3週）： 榊原郁恵、深町貴子（講師）
- 菜園経験者チーム（第4週）：川瀬良子（司会）、ダイアモンド✡ユカイ（7月 - 9月を除く）、藤澤恵麻（7月 - 9月）、加藤正明（講師）
- リポーター：有村実樹（7月より、第3週）、山口繭（7月より、第4週）
- ナレーション：宮島史年

### 2013年度
- 菜園ビギナーチーム（第1・2週）：酒井千佳（司会）、高田延彦、藤田智（講師）
- プランター栽培チーム（第3週）：川瀬良子（司会）、加藤貴子（9月まで）、ダイアモンド✡ユカイ（10月から）、深町貴子（講師）
- ポタジェチーム（第4週）：川瀬良子（司会）、北澤豪、藤田智（講師）
- コーナー担当
  - 達人のアイテム（第2週）：田代さやか、加藤正明（講師）
  - ベジタブルスマイル（第3週）：有村実樹
- ナレーション：宮島史年（本編）、山口繭（「私のやさいの時間」）

### 2014年度
- 菜園ビギナーチーム（第1・2週）：酒井千佳（司会）、伊藤裕子、藤田智（講師）
- プランター栽培チーム（第3週）：川瀬良子（司会）、北澤豪、深町貴子（講師）
- ポタジェチーム（第4週）：川瀬良子（司会）、高田延彦、藤田智（講師、8月まで）、外山たら（講師、9月以降）
- コーナー担当
  - 坂出富美子 ハーブのある暮らし（10月 - 12月第1週）：宮澤佐江、坂出富美子（講師）
  - ベジタブルスマイル（第3週）：有村実樹
  - 達人に学ぶ 今月の管理作業（第4週）：田代さやか、加藤正明（講師）
- ナレーション：宮島史年（本編）、山口繭（「私のやさいの時間」）

### 2015年度
- 菜園ビギナーチーム（第1・2週）：酒井千佳（司会）、ユージ、藤田智（講師）
- プランター栽培チーム（第3週）：川瀬良子（司会）、高田延彦、深町貴子（講師）
- ポタジェチーム（第4週）：川瀬良子（司会）、伊藤裕子、外山たら（講師）
- コーナー担当
  - プランター栽培に挑戦（12月まで第1・2週）：結城りおな
  - 坂出富美子 ハーブのある暮らし（10月 - 12月第1週）：宮澤佐江、坂出富美子（講師）
  - 旬の野菜カレー（偶数月第2週）：北澤豪、小宮山雄飛（講師）
  - ベジタブルスマイル（第3週）：有村実樹
  - 達人に学ぶ 今月の管理作業（第4週）：田代さやか、加藤正明（講師）
- ナレーション：宮島史年（本編）、山口繭（「私のやさいの時間」）、木村英里（「旬の野菜カレー」）、松本ともこ（「坂出富美子 ハーブのある暮らし」）

### 2016年度
- 菜園ビギナーチーム（第1・2週）：川瀬良子（司会）、渡辺満里奈、藤田智（講師）
- プランター栽培チーム（第3週）：酒井千佳（司会）、伊藤裕子、深町貴子（講師）
- ポタジェチーム（第4週）：酒井千佳（司会）、ユージ、外山たら（講師）
- コーナー担当
  - プランター栽培に挑戦：森高愛（第1週）、長沢裕（第2週）
  - 旬の野菜カレー（偶数月第2週）：北澤豪、小宮山雄飛（講師）
  - ベジタブルスマイル（第3週）：有村実樹
  - 達人に学ぶ 今月の管理作業（第4週）：田代さやか、加藤正明（講師）
- ナレーション：宮島史年（本編）、山口繭（「私のやさいの時間」）、木村英里（「旬の野菜カレー」）

### 2017年度
- 太陽のベジ・ガーデン（第1・3週）：杉浦太陽、川瀬良子、長沢裕、藤田智（講師）
- 満里奈の毎日プランター（第2・4週）：渡辺満里奈、深町貴子（講師）
- コーナー担当：佐倉朗夫（第2・4週不定期、「有機栽培の畑に行ってみた」）
- ナレーション：宮島史年（ベジ・ガーデン週、「有機栽培の畑に行ってみた」）、山口由里子（プランター週本編）

### 2018年度
- 太陽のベジ・ガーデン（第1・3週）：杉浦太陽、川瀬良子、長沢裕、藤田智（講師）
- 満里奈の毎日プランター（第2・4週）：渡辺満里奈、深町貴子（講師）
- ナレーション：宮島史年（ベジ・ガーデン週）、山口由里子（プランター週本編）、柴田秀勝（「農家1年生の畑日記」）

### 2019年度
- 太陽のベジ・ガーデン（第1・3週）：杉浦太陽、川瀬良子、長沢裕、藤田智（講師）
- もえのプランター菜園（第2・4週）：山口もえ、深町貴子（講師）
- ナレーション：宮島史年（ベジ・ガーデン週）、山口由里子（プランター週）

### 2020年度
- あかね・太陽のベジ・ガーデン（第1・3週）：杉浦太陽、大沢あかね、藤田智（講師）
- もえのプランター菜園（第2・4週）：山口もえ、深町貴子（講師）
- ナレーション：宮島史年（ベジ・ガーデン週）、山口由里子（プランター週）

### 2021年度
- 亜美・太陽のベジ・ガーデン（第1・3週）：杉浦太陽、菊地亜美、藤田智（講師）
- もえのプランター菜園（第2・4週）：山口もえ、深町貴子（講師）
- ナレーション：宮島史年（ベジ・ガーデン週）、山口由里子（プランター週）

### 2022年度
- 亜美&太陽のベジ・ガーデン（第1・3週）：杉浦太陽、菊地亜美、藤田智（講師）
- さすてな菜園プランター（第2週）：カミナリ、川島夕空、深町貴子（講師）
- 旬ベジ 二十四節気（第4週不定期）：深川仁志／星麻琴（司会、2回ごとに交互出演）、木村正典（講師）、麻生怜菜／カノウユミコ（料理担当、2回ごとに交互出演）
- ナレーション：宮島史年（ベジ・ガーデン週）、山口由里子（プランター週）※「旬ベジ 二十四節気」では当日の司会担当が兼務。

### 2023年度
- しづか&太陽のベジ・ガーデン（第1・3週）：杉浦太陽、大家志津香、藤田智（講師）
- さすてな菜園プランター（第4週）：カミナリ、川島夕空、深町貴子（講師）
- 旬ベジ 二十四節気（不定期）：森日菜美／平野宏周（交互出演）、木村正典（講師）
- ナレーション：宮島史年（ベジ・ガーデン週）、山口由里子（プランター週）、関智一（旬ベジ 二十四節気）

### 2024年度
- しづか&太陽のベジ・ガーデン（第1・3週）：杉浦太陽、大家志津香、藤田智（講師）
- 里山菜園 有機のチカラ（第2週）：宮﨑慶太（司会）、トラウデン直美、佐倉朗夫（講師）
- さすてな菜園プランター（第4週）：カミナリ、森日菜美、深町貴子（講師）
- ナレーション：宮島史年（ベジ・ガーデン週）、関智一（里山菜園 有機のチカラ）、山口由里子（プランター週）

### 2025年度
- ベジ・ガーデン：杉浦太陽、大家志津香、藤田智（講師）
- 里山菜園 有機のチカラ：トラウデン直美、牧田習、佐倉朗夫（講師）
- プランター菜園：渡辺裕太、森日菜美、深町貴子（講師）
- ナレーション：宮島史年（ベジ・ガーデン週）、関智一（里山菜園 有機のチカラ）、森千晃（プランター週）

## テーマソング

### オープニング
- 「やさいの時間テーマ」（作詞・作曲・編曲：杉山勝彦）（2012年4月8日 - ）

### エンディング
- 西城秀樹「ベジタブル・ワンダフル」（作詞:有森聡美 / 作曲・編曲:宅見将典、2009年4月5日 - 2012年4月1日、2014年2月23日）
- ノーランズ「ダンシング・シスター」（2012年4月8日 - 6月24日）
- バナナラマ「Love In The First Degree」（2012年7月1日 - 9月30日）
- カイリー・ミノーグ「ラッキー・ラヴ」（2012年10月7日 - 12月9日）
- ジャクソン5「ママがサンタにキスをした」（2012年12月23日）
- 上原ひろみ「BRAND NEW DAY」（2013年1月6日 - 1月27日）
- 上妻宏光「WONDER」（2013年2月3日 - 2月24日）
- quasimode「Soul Cookin'」（2013年3月3日 - 3月31日）
- 寺井尚子「イン・ザ・スカイ」（2013年4月7日 - 6月30日）
- トレメン feat.オレンジペコー「Why」（2013年7月7日 - 9月29日）
- オレンジペコー「a seed of love」（2013年10月6日 - 11月10日、11月24日 - 12月29日）
- 松本哲也「ユキヤナギ」（2013年11月17日）
- USAGI「イマジン」（2014年1月5日 - 2月16日、3月2日 - 3月30日）
- 寺井尚子「ビギン・ザ・ビギン」（2014年4月6日 - 6月8日、6月22日 - 6月29日）
- 野村聖子「あぜ道をぬけて」（2014年6月15日）
- Tres-Men feat. arvin homa aya「Secrets Of Life」（2014年7月6日 - ）

### 私のやさいの時間
- 「あぜ道をぬけて」（作詞・作曲・編曲：杉山勝彦 , 歌：野村聖子）（2012年4月8日 - ）

## 放送日程
出典